# Црква Васкрсења Христовог у Врању
Црква Васкрсења Христовог у Врању, насељеном месту на територији града Врања, православни је храм који припада Епархији врањској Српске православне цркве.
Црква на Бунушевачком гробљу посвећена Васкрсењу Христовом подигнута је 2017. године.
Због проширења града Врања и гробља у Бунушевцу, јавила се потреба за подизањем нове цркве на Бунушевачком гробљу. Камен темељац за будући храм, посвећен Васксењу Христовом, положио је 25. априла 2009. године Епископ врањски Пахомије, у присуству свештенства, монаштва и верника. Ангажовањем Епархије врањске, Црквене општине Врање и Града Врања, радови на изградњи храма интензивније су предузети током 2017. године, тако да су обављени завршни радови.